# District de Yecheon
Le district de Yecheon est un district de la province du Gyeongsang du Nord, en Corée du Sud.